# Paraciclismo

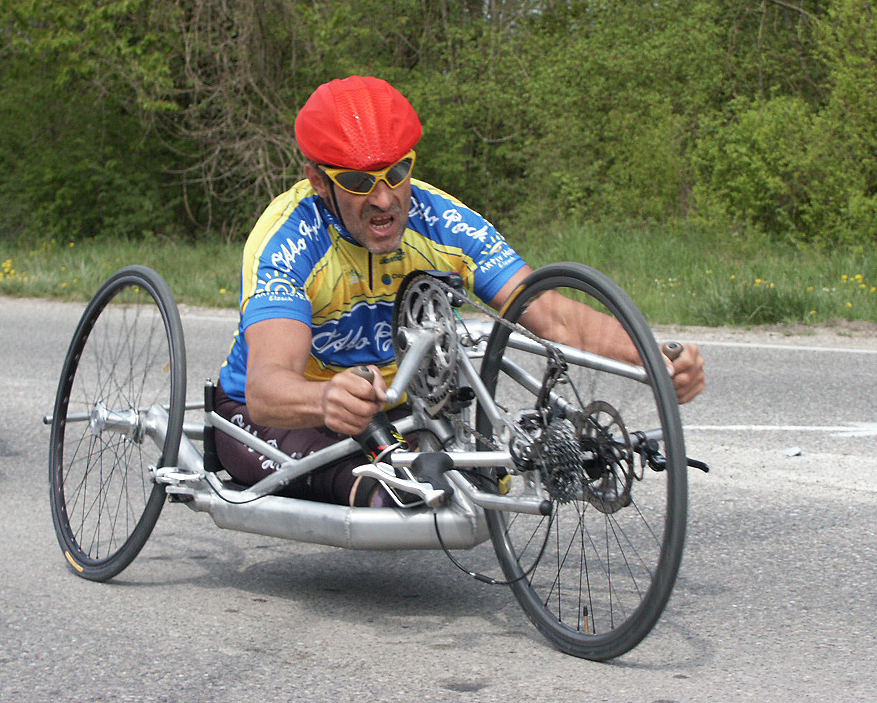
Paraciclista com uma handbike

Paraciclismo é um esporte que deriva do ciclismo, destinado a pessoas com deficiência. Sua prática é realizada com a utilização de handbike, triciclos e bicicletas adaptadas, a handbike é uma espécie de triciclo pedalado com as mãos.
No velódromo, as bicicletas não têm marchas e a competição acontece em uma pista oval que varia entre 250 e 325 metros de extensão. Velocidade em todas as provas é fundamental. Na estrada, os ciclistas de cada categoria largam ao mesmo tempo. As competições são as mais longas da modalidade, com até 120 km de percurso.
As disputas contra-relógio exigem mais velocidade que resistência. Os atletas largam de um em um minuto, pedalando contra o tempo. Nesta prova a posição dos ciclistas na pista não diz, necessariamente, a colocação real em que se encontram, pois tudo depende do tempo.No Brasil, a modalidade é administrada organizada pela Confederação Brasileira de Ciclismo